# Sarah Radclyffe
Sarah Radclyffe (14 november 1950) is een Britse filmproducente.

## Carrière
In 1984 richtte Radclyffe samen met Tim Bevan het productiebedrijf Working Title Films op. De eerste belangrijke productie van het bedrijf, de film My Beautiful Laundrette van Stephen Frears werd uitgebracht in 1985. Radclyffe verliet Working Title in 1991. In 1993 werd door haar Sarah Radclyffe Productions opgericht. Films die door haar ook geproduceerd zijn waren Caravaggio (1986), Wish You Were Here (1987), A world apart (1988), Les Misérables (1998) en The War Zone (1999) waarmee ze werd genomineerd voor een European Film Award. Ze was ook uitvoerend producent van Cirque du Freak: The Vampire's Assistant, dat in 2009 werd uitgebracht.

## Privéleven
In 1998 trouwde ze met William Penton Godfrey, met wie ze twee zonen kreeg, Sam en Callum. Sinds 2018 is Radclyffe trustee van Anno's Africa, de liefdadigheidsinstelling voor kinderkunst.

## Filmografie

### Film
Producent
- My Beautiful Laundrette (1985)
- Caravaggio (1986)
- Wish You Were Here (1987)
- Sammy and Rosie Get Laid (1987)
- A world apart (1988)
- Paperhouse (1988)
- Fools of Fortune (1990)
- Robin Hood (1991)
- Second Best (1994)
- Les Misérables (1998)
- Cousin Bette (1998)
- The War Zone (1999)
- There's Only One Jimmy Grimble (2000)
- Love's Brother (2004)
- Tara Road (2005)
- The Edge of Love (2008)
- Kensuke's Kingdom (2023)

Coproducent
- Sirens (1994)
- Free Jimmy (2006)
- How About You (2007)

Uitvoerend producent
- Edward II (1991)
- Dakota Road (1991)
- Bent (1997)
- The Lost Son (1999)
- Ratcatcher (1999)
- Cirque du Freak: The Vampire's Assistant (2009)
- South Solitary (2010)
- Good Morning Karachi (2013)
- Close (2019)

Geassocieerd producent
- The Tempest (1979)

### Televisie
Producent
- The Comic Strip Presents... (1983-1984)
- Lubo's World (tv-film, 1984)
- Tears, Laughter, Fears and Rage (1987)

Uitvoerend producent
- Echoes (1988)

- Biblioteca Nacional de España: XX1486710
- International Standard Name Identifier: 0000 0001 1681 9932
- Library of Congress Control Number: nr2004027531
- Nationale Bibliotheek van Israël: 987007402574805171
- Nederlandse Thesaurus van Auteursnamen: 073192872
- Système universitaire de documentation: 244238863
- Virtual International Authority File: 86460071
- WorldCat: E39PBJyGWRcXKbHCD7QWvWFxjC